# Jean-Marie Bion
Pour les articles homonymes, voir Bion.
Jean-Marie Bion, né le 28 août 1730 à Loudun (Vienne), mort le 30 septembre 1798 à Poitiers (Vienne), est un homme politique français.

## Biographie
Il est avocat en parlement et substitut du procureur du roi au bailliage de Loudun quand il est nommé député aux États généraux de 1789. Il se montre l'ennemi des excès, tout en approuvant les principes de la Révolution. On a de lui l'Inventaire des diamants de la couronne, perles, pierreries précieuses, tableaux, pierres gravées et autres monuments des arts et des sciences, existant au, Garde-Meuble (1791, 2 vol. in-8°, sortis des presses de l'Imprimerie nationale.), rédigé avec Charles-Gabriel-Frédéric Christin et François-Pascal Delattre.

## Source
- « Jean-Marie Bion », dans Adolphe Robert et Gaston Cougny, Dictionnaire des parlementaires français, Edgar Bourloton, 1889-1891 [détail de l’édition]
- Larousse du XIXe S.
- Fiche sur Assemblée nationale